# Dispensar
Dispensarul (din engleză dispensary, de la to dispense = a distribui, din latina dispensare = a distribui) este o unitate medico-sanitară de proporții reduse care asigură ambulatoriu asistență curativ-profilactică primară pe un anumit teritoriu. Există două tipuri de dispensare: dispensarul uman (dispensarul medical) și dispensarul veterinar.  
În dispensarul uman se efectuează servicii medicale curative (examen clinic, recomandări și tratament) pentru urgențe medico-chirurgicale, afecțiuni acute, subacute, acutizările unor afecțiuni cronice și pentru afecțiuni cronice, precum servicii medicale de prevenție și profilaxie (creșterea și dezvoltarea copiilor, vaccinările, monitorizarea evoluției sarcinii și lăuziei etc.).
În prezent activitatea dispensarelor a fost preluată de cabinetele medicilor de familie și cabinetele veterinare.